# Archidiecezja panamska
Archidiecezja panamska (łac. Archidioecesis Panamensis, hiszp. Arquidiócesis de Panamá) – rzymskokatolicka archidiecezja ze stolicą w Panamie, w Panamie. Najstarsza diecezja w kontynentalnej Ameryce i jedyne panamskie arcybiskupstwo. Arcybiskupi panamscy są również metropolitami metropolii o tej samej nazwie.
W 2004 roku na terenie archidiecezji pracowało 165 zakonników i 256 sióstr zakonnych.

## Sufraganie
Sufraganiami archidiecezji panamskiej są:
- diecezja Chitré
- diecezja Colón-Kuna Yala
- diecezja David
- diecezja Penonomé
- diecezja Santiago de Veraguas
- prałatura terytorialna Bocas del Toro

Metropolia panamska jest jedyną metropolią w kraju. W wśród panamskich hierarchów sufraganem arcybiskupa panamskiego nie jest jedynie wikariusz apostolski Darién.

## Historia
28 sierpnia 1513, za pontyfikatu Leona X, erygowano diecezję Santa María la Antigua del Darién. Do tej pory tereny nowej diecezji należały do biskupstwa Santo Domingo (obecnie archidiecezja Santo Domingo) ze stolicą na Hispanioli. Była to pierwsza diecezja ze stolicą w kontynentalnej Ameryce Nowa diecezja została sufraganią arcybiskupstwa Sewilli w Hiszpanii.
7 grudnia 1520 zmieniono nazwę na diecezja panamska.
W XVI wieku, w miarę rozwoju Kościoła katolickiego na tych terenach, z biskupstwa panamskiego odłączono:
- 24 kwietnia 1534 diecezję Cartagena (obecnie archidiecezja Cartagena de Indias w Kolumbii),
- 3 listopada 1534 diecezję León (obecnie w Nikaragui),
- 22 sierpnia 1546 diecezję Popayán (obecnie archidiecezja Popayán w Kolumbii).

12 lutego 1546 diecezja panamska stała się częścią metropolii limskiej. Była nią do 22 kwietnia 1836, kiedy to została sufraganią archidiecezji Santa Fe w Nowej Grenadzie. W 1901 roku została zaś sufraganią arcybiskupstwa Cartagena de Indias.
29 listopada 1925, z mocy decyzji Piusa XI, diecezję panamską podniesiono do godności arcybiskupstwa. W tym dniu z archidiecezji panamskiej wydzielił się wikariat apostolski Darién – druga jednostka administracji kościelnej w Panamie.
6 marca 1955 na wschodzie omawianej archidiecezji powstała diecezja David. W tym dniu powstała metropolia panamska.
W XX wieku z arcybiskupstwa panamskiego wydzielono ponadto:
- 21 lipca 1962 diecezję Chitré,
- 13 lipca 1963 diecezję Santiago de Veraguas,
- 18 grudnia 1993 diecezję Penonomé.

W marcu 1983 Panamę odwiedził Jan Paweł II. Natomiast w styczniu 2019 papież Franciszek.

## Ordynariusze

### Biskup Santa María la Antigua del Darién
- Juan de Quevedo Villegas OFM (1513–1519)

### Biskupi panamscy
- Vicente de Peraza OP (1520–1526)
- Martin de Bejar OFM (1527–1530)
- Vicente de Valverde OP (1533–)
- Tomás de Berlanga OP (1534–1537)
- Pablo de Torres OP (1546–1560)
- Juan de Vaca OSB (1561–1565)
- Francisco de Abrego (1566–1574)
- Manuel de Mercado Aldrete OSH (1576–1580)
- Bartolomé de Ledesma OP (1580–1583)
- Bartolomé Martinez Menacho y Mesa (1587–1593)
- Pedro Duque de Rivera SJ (1594–1594)
- Antonio Calderón de León (1598–1605)
- Agustín de Carvajal OSA (1605–1612)
- Francisco de la Cámara y Raya OP (1612–1624)
- Cristóbal Martínez de Salas O Praem (1625–1640)
- Hernando de Ramírez y Sánchez OSST (1640–1652)
- Bernardo de Izaguirre Reyes (1654–1660)
- Diego López de Vergara y Aguilar (1662–)
- Sancho Pardo de Andrade de Figueroa y Cárdenas (1667–1671)
- Antonio de León y Becerra (1671–1676)
- Lucas Fernández de Piedrahita (1677–1688)
- Diego Ladrón de Guevara (1689–1699)
- Juan José Llamas Rivas O Carm (1714–1720)
- Juan José de Llamas y Rivas OC (1716–1719)
- Bernardo Serrada OC (1720–1725)
- Agustín Rodríguez Delgado (1725–1731)
- Pedro Morcillo Rubio de Suñón (1731–1741)
- Diego de Salinas y Cabrera OSA (1741–1741)
- Juan de Castañeda (1742–1749)
- Felipe Manriquez de Lara (1749–1750)
- Valentín Moran Menéndez O de M (1750–1751)
- Juan B Tabarga (1751–1751)
- Francisco Javier de Luna Victoria y Castro (1751–1758)
- Juan Manuel Jeronimo de Romaní y Carrillo (1758–1763)
- Miguel Moreno y Ollo (1763–1770)
- Francisco de los Ríos y Armengol OP (1770–1776)
- José Antonio Umeres de Miranda (1777–1791)
- Remigio de La Santa y Ortega (1792–1797)
- Manuel Joaquín González de Acuña y Saenz (1797–1813)
- Simón López García CO (1814–1815)
- José Higinio Durán y Martel O de M (1816–1823)
- Juan José Cabarcas González y Argüello (1835–1847)
- Juan Francisco del Rosario Manfredo y Ballestas (1847–1850)
- Eduardo Vásquez OP (1856–1869)
- Ignacio Antonio Parra (1870–1875)
- José Telésphor Paúl Vargas SJ (1875–1884)
- Jose Alejandro Peralta (1886–1899)
- Francisco Javier Junguito SJ (1901–1911)
- Guillermo Rojas y Arrieta CM (1912–1925)

### Arcyiskupi panamscy
- Guillermo Rojas y Arrieta CM (1925–1933)
- Juan José Maíztegui Besoitaiturria CMF (1933–1943)
- Francisco Beckmann CMF (1945–1963)
- Tomas Alberto Clavel Méndez (1964–1968)
- Marcos McGrath CSC(1969–1994)
- José Dimas Cedeño Delgado (1994–2010)
- José Domingo Ulloa OSA (od 2010)